# Казе Пиронди (Ређо Емилија)
Казе Пиронди је насеље у Италији у округу Ређо Емилија, региону Емилија-Ромања.
Према процени из 2011. у насељу је живело 142 становника. Насеље се налази на надморској висини од 42 м.